# دانيال سينجر
دانيال سينجر (بالبولندية: Daniel Singer)‏ هو صحفي بولندي، ولد في 26 سبتمبر 1926 في وارسو في بولندا، وتوفي في 2 ديسمبر 2000 في باريس في فرنسا.